# Нерівність Берроу

Нерівність Берроу — це нерівність, яка пов'язує відстані між довільною точкою всередині трикутника, вершинами трикутника та певними точками на сторонах трикутника. Вона названа на честь Девіда Френсіса Берроу.

## Твердження
Нехай P — довільна точка всередині трикутника ABC. U, V та W точки, де бісектриси кутів BPC, CPA та APB перетинають сторони BC, CA, AB відповідно. Тоді нерівність Берроу стверджує, що
{\displaystyle PA+PB+PC\geq 2(PU+PV+PW),\,}
причому нерівність перетворюється на рівність лише у випадку рівностороннього трикутника, в якому Р — центр трикутника.

## Узагальнення
Нерівність Берроу можна поширити на опуклі многокутники. Якщо точка {\displaystyle P} є внутрішньою для опуклого многокутника з вершинами {\displaystyle A_{1},A_{2},\ldots ,A_{n}} і {\displaystyle Q_{1},Q_{2},\ldots ,Q_{n}} перетини бісектрис кутів {\displaystyle \angle A_{1}PA_{2},\ldots ,\angle A_{n-1}PA_{n},\angle A_{n}PA_{1}} з відповідними сторонами многокутника {\displaystyle A_{1}A_{2},\ldots ,A_{n-1}A_{n},A_{n}A_{1}}, то виконується така нерівність:
{\displaystyle \sum _{k=1}^{n}|PA_{k}|\geq \sec \left({\frac {\pi }{n}}\right)\sum _{k=1}^{n}|PQ_{k}|}
Тут {\displaystyle \sec(x)} позначає функцію секанс. У випадку трикутника {\displaystyle n=3} і нерівність стає нерівністю Берроу, оскільки {\displaystyle \sec \left({\tfrac {\pi }{3}}\right)=2}.

## Історія

Посилення Берроу нерівності Ердеша — Морделла:

Нерівність Берроу посилює нерівність Ердеша — Морделла, яка має таку ж форму, за винятком PU, PV та PW, замінених трьома відстанями P від сторін трикутника. Її названо на честь Девіда Френсіса Берроу. Доведення цієї нерівності Берроу опублікував 1937 року як розв'язок задачі про доведення нерівності Ердеша — Морделла, опублікованої в Американському математичному щомісячнику. Цей результат названо «нерівністю Берроу» ще в 1961 року.
Простіше доведення відшукав Луїс Дж. Морделл.